# Пастка для канарок
Пастка для канарок — метод виявлення просочування інформації шляхом поширення серед підозрюваних різних версій конфіденційного документа. Основна увага приділяється незначним стилістичним змінам тексту, та комбінування шматків зміненого тексту з розрахунком на те, що підозрюваний при копіюванні тексту повторить документ дослівно, по виявленому тексту в публічних медіа або у вторинних джерелах буде зрозуміло, через кого пройшов витік інформації.

Термін з'явився в романі Тома Кленсі «Ігри патріотів», хоча сама методика була винайдена задовго до Кленсі. Цим методом впродовж довгих років користуються спецслужби (серед розвідників він зазвичай називається тестом барієвої каші  (англ. barium meal test)). Персонаж роману Кленсі Джек Раян так описує розроблену ним методику виявлення витоку секретних документів:

Є шість різних варіантів завершального параграфа, і в кожному пронумерованому екземплярі моєї роботи поєднання цих параграфів унікальне. Існує понад тисяча можливих комбінацій, але лише дев'яносто шість з них використані в копіях моєї доповіді — і кожну копію пронумеровано. Сенс в тому, що завершальні параграфи так… ну, квітчасті, чи що, щоб вони служили приманкою репортерові, щоб йому захотілося процитувати їх. Варто йому процитувати декілька рядків з двох-трьох параграфів, як ми вичислимо, з якої саме це копії, і, отже, — через кого вона до нього потрапила. 
Тонший спосіб цієї методики використовує для перебору синонімів комп'ютерний тезаурус, таким чином роблячи кожну копію документа унікальною.

## Відомі випадки пасток для канарок
Після непростих зйомок «Зоряного шляху» у кінці 1970-х рр. компанія Paramount Pictures de facto замінила Джина Родденберрі як продюсера подальших фільмів франшизи на Гарва Беннетта. Через велику повагу, яку відчували до Родденберрі фанати, його залишили як «виконавчого консультанта»; хоча у нього не було реальної влади, він як і раніше був задіяний в творчому процесі. Фанати часто скаржилися на сюжетні повороти фільмів, наприклад, на смерть Спока в «Зоряному шляху 2», проти яких був і Родденберрі. Тому, перед поширенням проектів сценарію до «Зоряному шляху 3: у пошуках Спока» Беннетт дав різним людям різні його копії. Незабаром після того, як Родденберрі почав заперечувати проти руйнування «Ентерпрайза» в кульмінації фільму, скаржитися Беннетту і компанії Paramount почали і прихильники. Беннетт зрозумів, що копія сценарію, яка витекла, була тією, що він дав Родденберрі, але поробити з цим нічого не міг.
Після серії витоків в Тесла Моторс в 2008 р. генеральний директор компанії Ілон Маск, щоб розкрити людину, яка зливає інформацію, послав усім своїм співробітникам електронні повідомлення, що трішечки розрізнялися. Електронну пошту було замасковано під прохання підписати новий договір про нерозголошування. План провалився, оскільки головний юрисконсульт Крейг Хардинг відповів Маску, прикріпивши до листа свою версію договору і поставивши в копію усіх інших співробітників. Через це кожен співробітник зміг порівняти свою версію листа з версією Хардинга і розкрити його план. Більше того, тепер у усіх з'явилася безпечна для поширення версія листа.

## Тест барієвої каші
Згідно з книгою Пітера Райта 1987 р. Spycatcher, така методика стандартно використовується MI5 і іншими спецслужбами впродовж багатьох років під назвою «тест барієвої каші». Цей тест складніший, ніж пастка для канарок, тому що він гнучкіший і може набирати найрізноманітніші форми. Проте основна його ідея та ж сама: розкрити секрет підозрюваному супротивникові (і нікому іншому) і стежити, чи є ознаки того, що фальшива інформація використовується іншою стороною. Так, можна запропонувати подвійному агентові які-небудь принадні «приманки», наприклад, повідомити його, що в тайнику зберігається важлива інформація. Тайник періодично перевіряється на наявність ознак відвідування. Якщо такі ознаки є, це може підтвердити, що підозрюваний дійсно є ворогом.

## Вбудовування інформації
Вбудовування значимої інформації в носій у прихованому виді має безліч форм і зазвичай класифікується по меті використання:
- Водяні знаки використовуються для доказу достовірності носія.
- Стеганографія використовується для приховування секретних повідомлень у зовні нешкідливих повідомленнях.
- Екранні версії[en] DVD часто маркують, щоб відстежити джерело несанкціонованого релізу.
- Як і у разі «Зоряного шляху», масштабні кіно- або телепостановки часто видають знімальній бригаді і акторам скрипти, у яких в кожному варіанті один-два рядки різні. Якщо сценарій буде скопійований і просочиться назовні, виробники зможуть зрозуміти, хто його злив. На практиці це не оберігає від просочування загальної інформації про сценарій, але не дає можливості поширювати його дослівно.
- Для відстежування порушень авторських прав при незаконному передруку карт іноді використовуються вулиці-пастки[en] навмисно фіктивні вулиці.
- У словники іноді включаються неправдиві слова, також щоб виявити копіювання — в Оксфордському словнику є навіть додаток зі списком таких слів, з вказівкою, в якому виданні якого словника вони уперше з'явилися, і в якому уперше були продубльовані.

## У популярній культурі
- Пастка для канарок використовувалася і у більш ранньому романі Кленсі, «Без каяття», коли співробітник ЦРУ змінює доповідь для сенатора, розкриваючи, хто здає інформацію в КДБ. Різним підозрюваними видавалися різні варіанти доповіді.
- Тест барієвої каші застосовувався у книзі Роберта Літтела «Компанія»[en], а пізніше і в однойменному телесеріалі.
- Ця методика (без назви) використовувалася в 1970-х рр. в серіалі BBC «1990»[en]. Та ж неназвана методика з'явилася також у книзі Ірвіна Воллеса[en] «Слово»[en] (1972 р.).
- Варіація пастки для канарок використовувалася у фільмі «Поліція Маямі: Відділ моралі», з різними датами рандеву, що просочилося до різних груп.
- У фіналі третього сезону серіалу «Менталіст» герої використовують пастку для канарок (надавши різним підозрюваним різну інформацію про номер кімнати в готелі) для виявлення крота. Подібний прийом використовується і в серіалі «Прах до праху».
- У «Битві королів», другій книзі «Пісні льоду і полум'я», Тиріон Ланністер користується цією пасткою, щоб з'ясувати, хто з членів королівської Таємної ради шпигує на користь його сестри, Королеви-регентки Серсеї Ланністер. Великому Мейстеру Піцелю він розповідає про змову з метою видати його племінницю, принцесу Мірцеллу[en], заміж за князя Трістана з могутнього дому Мартелів з Дорну. Мізинцю він говорить, що замість цього він пошле Мірцеллу на виховання до Лізе Аррен і видасть заміж за її сина Роберта. Варису він видає свій план відправити племінника Томмена до Мартеллів. Коли Серсея в суперечці з ним говорить, що знає про його план відправити Мірцеллу до Дорну, Тиріон дізнається, що шпигун — Піцель.
- Поширюючи фільм Broken[en] серед своїх друзів, Трент Резнор стверджував, що помітив записи водяними знаками і перешкодами в певних місцях, щоб можна було визначити джерело можливого витоку.
- У фільмі «Озброєні і небезпечні» пастка для канарок використовується наркоторговцями для перевірки лояльності члена, що повернувся, брата детектива Маллінс.